# 德希
德希（法語：Dechy，法語發音：[dəʃi]）是法国上法兰西大区北部省的一个市镇，位于该省中部偏南，属于杜埃区。

## 地理
德希（50°21'9"N, 3°7'42"E）面积9.27 平方千米，位于法国上法蘭西大區北部省，该省份为法国最北部的省份及最长的省份，西北濒北海，西接加来海峡省，南至埃纳省和索姆省，东与比利时接壤。
与德希接壤的市镇（或旧市镇、城区）包括：拉兰、桑勒诺布勒、康坦、费兰、格尔赞、盖南、蒙蒂尼昂奥斯特雷旺、鲁库尔、洛夫尔。

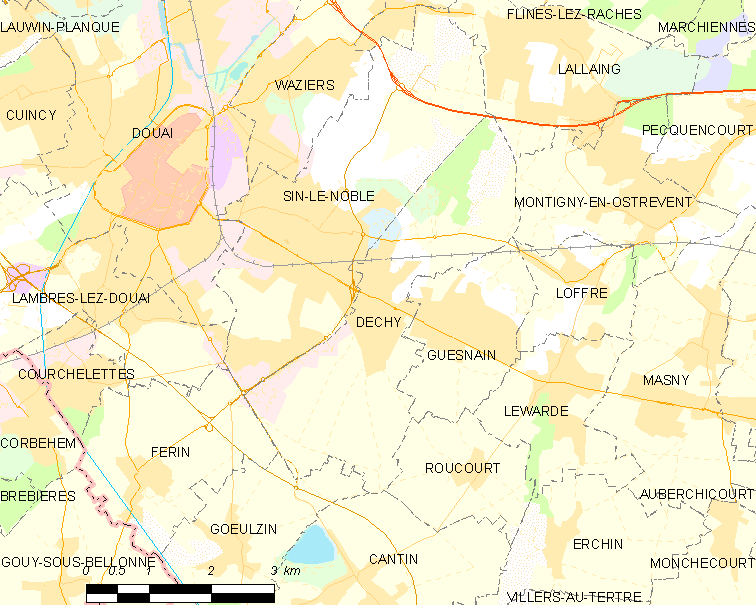
德希的OSM定位图

德希的时区为UTC+01:00、UTC+02:00（夏令时）。

## 行政
德希的邮政编码为59187，INSEE市镇编码为59170。

## 政治
德希所属的省级选区为阿尼什县。

## 人口

1962-2008年间德希人口变化图示

德希于2022年1月1日时的人口数量为5343人。